# Saison NBA 1957-1958
Navigation
Saison 1956-1957 Saison 1958-1959
La saison NBA 1957-1958 est la 9e saison de la NBA (12e en comptant les trois saisons de BAA). Elle se termine sur la victoire des Saint-Louis Hawks face aux Celtics de Boston 4 matches à 2.

## Faits notables
- Les Pistons quittent Fort Wayne, Indiana et s'installent à Détroit dans le Michigan.
- Les Royals quittent Rochester, dans l'État de New York et déménagent à Cincinnati, dans l'Ohio.
- Le NBA All-Star Game est joué à Saint Louis. L'Est bat l'Ouest 130-118, emmené par le Most Valuable Player de la rencontre, Bob Pettit des St. Louis Hawks.
- Bill Russell devient après George Mikan le deuxième joueur à remporter deux titres consécutifs de meilleur rebondeur NBA.

## Classement final
| Champion de division | Qualifié pour les playoffs | Éliminé des playoffs |

| Division Est             | V  | D  | PCT  | GB |
| ------------------------ | -- | -- | ---- | -- |
| Celtics de Boston        | 49 | 23 | .681 | -  |
| Nationals de Syracuse    | 41 | 31 | .569 | 8  |
| Warriors de Philadelphie | 37 | 35 | .514 | 12 |
| Knicks de New York       | 35 | 37 | .486 | 14 |

| Division Ouest        | V  | D  | PCT  | GB |
| --------------------- | -- | -- | ---- | -- |
| Hawks de Saint-Louis  | 41 | 31 | .569 | -  |
| Royals de Cincinnati  | 33 | 39 | .458 | 8  |
| Pistons de Détroit    | 33 | 39 | .458 | 8  |
| Lakers de Minneapolis | 19 | 53 | .264 | 22 |

## Leaders de la saison régulière
| Catégorie            | Joueur         | Franchise          | Stat |
| -------------------- | -------------- | ------------------ | ---- |
| Points par match     | George Yardley | Pistons de Détroit | 27.8 |
| Rebonds par match    | Bill Russell   | Celtics de Boston  | 22.7 |
| Assists par match    | Bob Cousy      | Celtics de Boston  | 7.1  |
| % à 2 points         | Jack Twyman    | Cincinnati Royals  | 45.2 |
| % aux lancers francs | Dolph Schayes  | Syracuse Nationals | 90.4 |

## Play-offs
|  | Demi-finales de Division | Demi-finales de Division | Demi-finales de Division |                          |   | Finales de Division | Finales de Division | Finales de Division |  |  | Finales NBA | Finales NBA       | Finales NBA |
|  |                          |                          |                          |                          |   |                     |                     |                     |  |  |             |                   |             |
|  |                          |                          |                          |                          |   |                     |                     |                     |  |  |             |                   |             |
|  |                          | 1                        | Celtics de Boston        | 4                        |   |                     |                     |                     |  |  |             |                   |             |
|  | Division Est             | 1                        | Celtics de Boston        | 4                        |   |                     |                     |                     |  |  |             |                   |             |
|  |                          |                          | 3                        | Warriors de Philadelphie | 1 |                     |                     |                     |  |  |             |                   |             |
|  | 3                        | Warriors de Philadelphie | 3                        | Warriors de Philadelphie | 1 | 2                   |                     |                     |  |  |             |                   |             |
|  | 3                        | Warriors de Philadelphie |                          |                          |   | 2                   |                     |                     |  |  |             |                   |             |
|  | 2                        | Nationals de Syracuse    | 1                        |                          |   |                     |                     |                     |  |  |             |                   |             |
|  |                          |                          |                          |                          |   |                     |                     |                     |  |  | E1          | Celtics de Boston | 2           |
|  |                          |                          | O1                       | Hawks de Saint-Louis     | 4 |                     |                     |                     |  |  |             |                   |             |
|  |                          |                          |                          |                          |   |                     |                     |                     |  |  |             |                   |             |
|  |                          |                          |                          |                          |   |                     |                     |                     |  |  |             |                   |             |
|  |                          | 1                        | Hawks de Saint-Louis     | 4                        |   |                     |                     |                     |  |  |             |                   |             |
|  | Division Ouest           | 1                        | Hawks de Saint-Louis     | 4                        |   |                     |                     |                     |  |  |             |                   |             |
|  |                          |                          | 3                        | Pistons de Détroit       | 1 |                     |                     |                     |  |  |             |                   |             |
|  | 3                        | Pistons de Détroit       | 3                        | Pistons de Détroit       | 1 | 2                   |                     |                     |  |  |             |                   |             |
|  | 3                        | Pistons de Détroit       |                          |                          |   | 2                   |                     |                     |  |  |             |                   |             |
|  | 2                        | Royals de Cincinnati     | 0                        |                          |   |                     |                     |                     |  |  |             |                   |             |

### Demi-finales de Division

#### Eastern Division
- Warriors de Philadelphie - Syracuse Nationals 2-1

#### Western Division
- Pistons de Détroit - Cincinnati Royals 2-0

### Finales de Division

#### Eastern Division
- Celtics de Boston - Warriors de Philadelphie 4-1

#### Western Division
- St. Louis Hawks - Pistons de Détroit 4-1

### Finales NBA
- St. Louis Hawks - Celtics de Boston 4-2

## Récompenses individuelles
- NBA Most Valuable Player : Bill Russell, Celtics de Boston
- NBA Rookie of the Year : Woody Sauldsberry, Warriors de Philadelphie

- All-NBA First Team :
  - Bob Cousy, Celtics de Boston
  - Dolph Schayes, Syracuse Nationals
  - Bob Pettit, St. Louis Hawks
  - George Yardley, Pistons de Détroit
  - Bill Sharman, Celtics de Boston

- All-NBA Second Team :
  - Maurice Stokes, Cincinnati Royals
  - Slater Martin, St. Louis Hawks
  - Bill Russell, Celtics de Boston
  - Cliff Hagan, St. Louis Hawks
  - Tom Gola, Warriors de Philadelphie